# Hakö
Le hakö, ou haku, est une des langues de Nouvelle-Irlande, parlée par 5 000 locuteurs[réf. souhaitée] dans la province de Bougainville ; au nord-est de Buka. Le lontes est un de ses dialectes.